# NGC 4053
NGC 4053 (również PGC 38069 lub UGC 7029) – galaktyka spiralna (S?), znajdująca się w gwiazdozbiorze Warkocza Bereniki. Odkrył ją Heinrich Louis d’Arrest 9 maja 1864 roku. Jest to galaktyka z aktywnym jądrem typu LINER.